# Кемниц
Кемниц (глсрп. Kamjenica) град је у немачкој савезној држави Саксонија. Налази се на северном ободу Рудних гора. Са око 250.000 становника, то је трећи по величини град Саксоније (после Лајпцига и Дрездена). Посједује регионалну шифру (AGS) 14511000.

## Географски и демографски подаци
Град се налази на надморској висини од 267 - 523 метра. Површина општине износи 220,8 km².

## Становништво
У самом граду је, према процјени из 2010. године, живјело 243.880 становника. Просјечна густина становништва износи 1.104 становника/km².

## Историја
Име Кемниц потиче од истоимене реке која протиче кроз град. Њено име је настало од словенске речи Камјеница, где камјен на лужичкосрпском значи „камен”.
Кемниц се први пут помиње у документима 1143. Град се у време индустријализације развио у један од најјачих индустријских центара Немачке. Град је 1883. прешао границу од 100.000 житеља. Од 1953. до 1990, Кемниц се звао Карл Маркс Штат (Karl-Marx-Stadt) односно Град Карла Маркса.

### Познате личности
Међу почасне грађане Кемница спадају: сликар Карл Шмит Ротлуф (родом из Кемница), космонаути Валериј Буковски и Зигмунд Јен (први Немац у свемиру, рођен у околини Кемница), клизачица Катарина Вит (у граду се образовала) и писац Штефан Хајм (рођен у граду).
У граду је у 16. веку живео и умро научник Георгијус Агрикола.
Фудбалер Михаел Балак је почео каријеру у локалном ФК Кемниц.

## Међународна сарадња
| Мјесто         | Држава               | Врста сарадње | Од    |
| -------------- | -------------------- | ------------- | ----- |
| Љубљана        | Словенија            | партнерство   | 1966. |
| Волгоград      | Русија               | партнерство   | 1988. |
| Тимбукту       | Мали                 | партнерство   | 1967. |
| Лођ            | Пољска               | партнерство   | 1971. |
| Манчестер      | Уједињено Краљевство | партнерство   | 1983. |
| Тампере        | Финска               | партнерство   | 1961. |
| Милуз          | Француска            | партнерство   | 1981. |
| Арас           | Француска            | партнерство   | 1967. |
| Усти над Лабом | Чешка                | партнерство   | 1970. |
| Акрон          | САД                  | партнерство   | 1997. |
| Таијуан        | Кина                 | партнерство   | 2004. |
| Извор          |                      |               |       |